# Offen (Adelsgeschlecht)

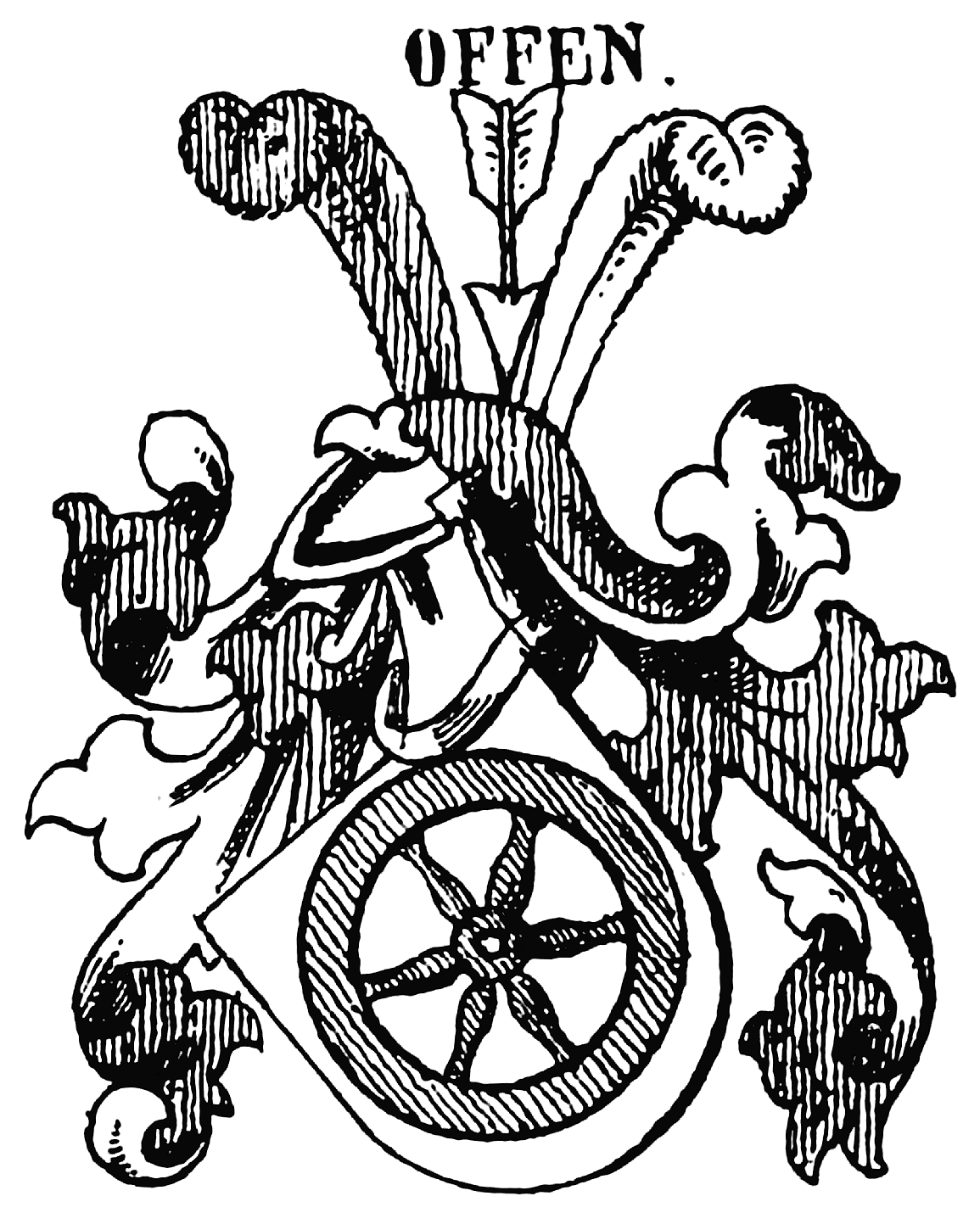
Wappen derer von Offen (Stamm Schölisch)

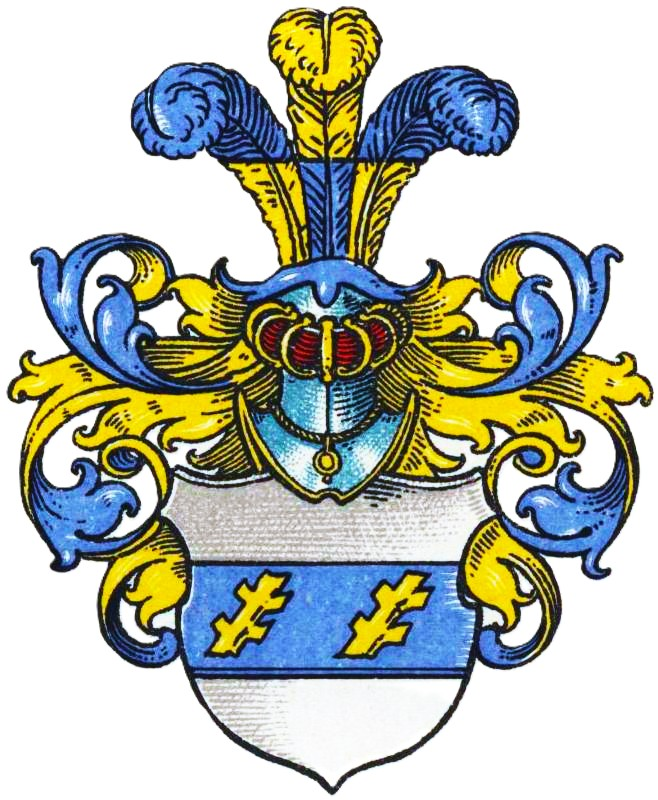
Wappen derer von Offen (Stamm Entrup) im Wappenbuch des Westfälischen Adels

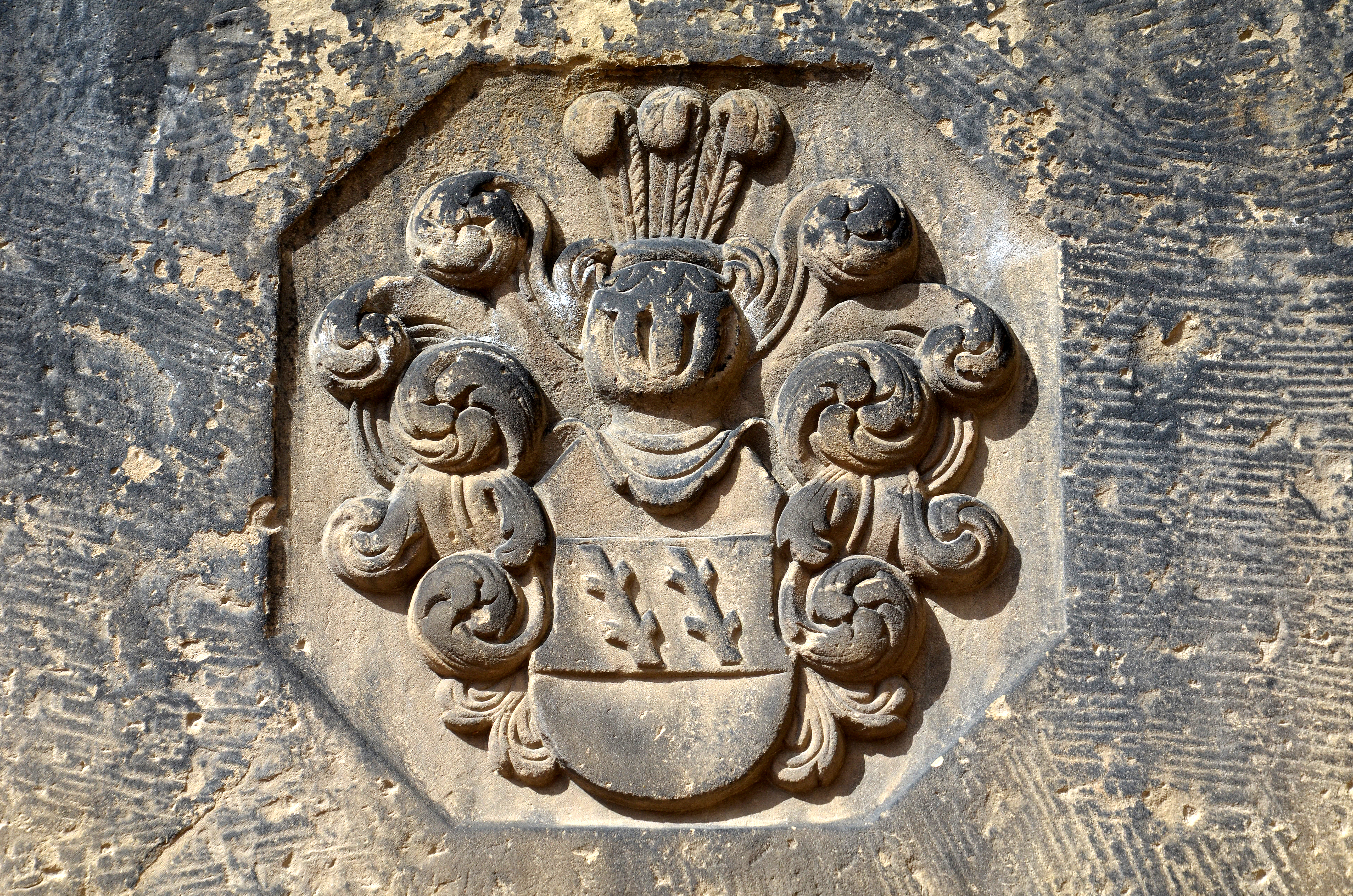
Wappen der Anna Catharina von Offen am Doppelgrabstein mit ihrem Ehemann Christian Friedrich von Harling an der Neustädter Hof- und Stadtkirche St. Johannis in Hannover

Offen, historisch auch Offe, Ofen oder Offeln, ist der Name eines alten Adelsgeschlechts, das ursprünglich aus dem Lande Kehdingen herstammte und sich späterhin im Lippischen ausbreitete.
Ob ein Zusammenhang besteht mit der mittelalterlichen Familie Offeln, die bereits im 13. Jahrhundert urkundlich auftrat und sich nach dem Gut Offelten nannte, wird zumindest angezweifelt. Ebenfalls unbelegt ist der tatsächliche filiationsmäßige Zusammenhang der nachstehend ausgebreiteten beiden wappenverschiedenen lippischen Stämme Offen.
In der historischen Literatur kam es häufiger zu Verwechslungen und Vermischungen mit den ursprünglich hessischen von Offeln, welche neben dem ähnlichen Familiennamen ebenfalls dem Kurfürstentum Braunschweig-Lüneburg Offiziere und Hofbeamte stellten, worin wohl die Ursache der falschen Zuordnungen zu suchen ist.

## Geschichte
Stamm Schölisch
Das Geschlecht erscheint zuerst mit Berthold von Offen und dessen Ehefrau Magaretha Brummers. Der gemeinsame Enkel Johann von Offen († 1607) wurde Erbherr auf Schölisch bei Stade, dem späteren Stammgut des Geschlechts. Der schwedische Oberstleutnant Anton Hinrich von Offen, Erbherr auf Balje und Schölisch, Sohn von Lorenz Hermann von Offen und der Anna Margareta von Tettenborn, hat am 7. Oktober 1732 seinen Neffen den Quartalsverschlags-Kommissär Johann Hinrich von der Decken (1699–1788), aus der ältere Stellenflether Stammlinie, Erbherr auf Sande, Nienstedten und Schölisch, an Kindesstatt angenommen, so dass derselbe auch sein des adoptantis Wappen und Namen mitführen möge. Diese Namens- und Wappenvereinigung wurde noch 1732 durch Georg I. von Großbritannien, in seiner Funktion als Kurfürst von Braunschweig-Lüneburg genehmigt. In Stade im Freilichtmuseum auf der Insel gibt es einen etwa zwei Meter langen Sandstein in Wannenform, mit der Inschrift: DER HOECHSTE SEI GEBENEDEIET – DER UNS VON KRIEG UND PEST – SO GNEIDIG HAT BEFREIET – ANTON HINRICH OFFE – SABINA MARGARETHE VON DER DECKEN – ANNO 1714 DEN 29 JUNIUS. Zur Erklärung: 1712 wurde das schwedische Stade von den Dänen belagert und in der Stadt brach darauf die Pest aus. Die Freiherren der Linie Decken-Offen sind 1941 im Mannesstamm erloschen. Die Linie Decken-Offen ist 1993 im Mannesstamme erloschen.
Stamm Entrup
Das Geschlecht erscheint im 16. Jahrhundert mit den Brüdern Johann und Peter von Offen, wobei ersterer vor 1577 bereits gestorben war, letzterer aber noch am Leben. Peter von Offen erwarb 1560 das Gut Papenhausen, verkaufte es aber bereits 1585 an Christoph von Donop. Der lippische Hofmeister und Drost zu Sternberg, Johann von Offen († 1618/1619), Sohn des obigen Peter, bekam in Anerkennung geleisteter Dienste das 1532 errichtete Rittergut Entrup 1587 und 1614 verlehnt. Bevor dieses 1685 in den Besitz der Familie von Donop überging, war es das Stammgut der Familie. Das Geschlecht ist zu Beginn des 18. Jahrhunderts erloschen.

## Wappen
Das Stammwappen (Schölisch) zeigt ein rotes Rad mit sechs Speichen auf silbernem Grund. Auf dem Helm mit rot-silbernen Decken ein gestürzter silberner Pfeil, zwischen zwei roten und silbernen Straußenfedern.
Das Stammwappen (Entrup) zeigt in Silber einen blauen Querbalken mit zwei schräglinks liegenden, rechts zweimal, links einmal gestummelten goldenen Ästen belegt. Auf dem Helm mit blau-goldenen Decken drei quergeteilte Straußenfedern, die äußeren unten Gold und oben Blau, die mittlere unten Blau und oben Gold.

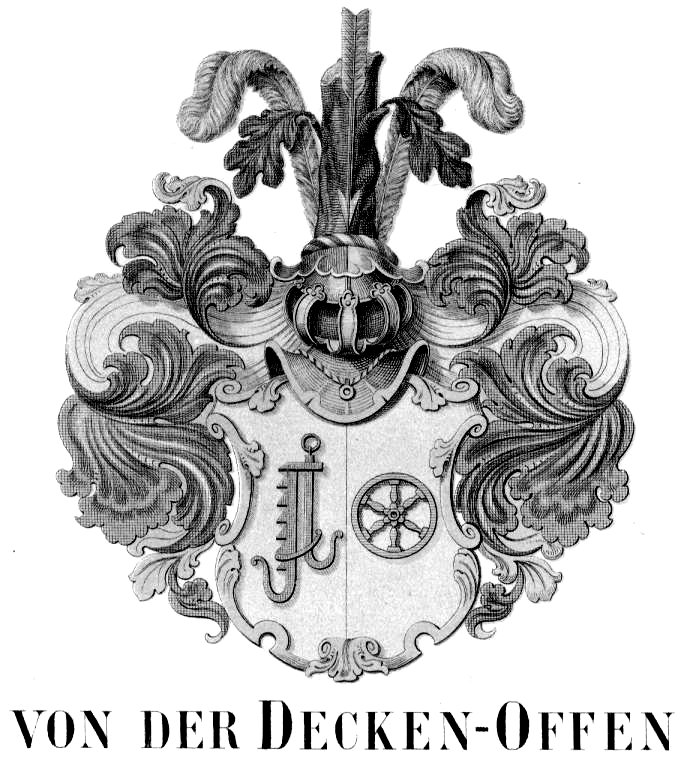
Vereinigtes Wappen der Familien von der Decken und von Offen nach dem Tod von Anton Hinrich von Offen 1732
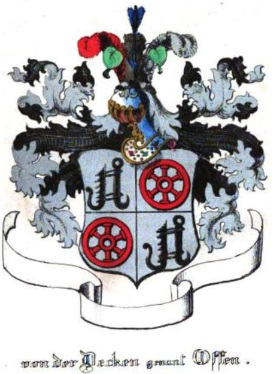
Dasselbe Wappen der Familie von der Decken gen. von Offen viergeteilt im Wappenbuch des Königreichs Hannover 1852

## Angehörige
Stamm Schölisch
- Berthold von Offen, ⚭ Magaretha Brummers
  - Wilhard von Offen, ⚭ Mette Schwarten[10]
  - Köneke von Offen, ⚭ Stefan Dreves, Erbherr zu Hammelwürden[11]
    - Johann von Offen († 1607) auf Schölisch, ⚭ Agneta von der Mehden[12]
      - Claus von Offen († 1637) auf Schölisch, ⚭ Magaretha von Korff[12]
        - Agnese Magdalene von Offen († 30. Märtz 1649), ⚭ Hans Heinrich von Engel (1608–1679), er ward unter dem 25. Oct. 1656 in den Adelstand erhoben, auf Gauensiek und Kukenbüttel, schwedischer Oberst (⚭II. 1651 Margareta von der Decken [Stellenfleth 1623–Gauensiek, Drochtersen, Stade 1681], Tochter von Eberhard von der Decken auf Stellenfleth III, IV und Wechtern I, Kurfürstlich sächs. Kammerjunker, und Sabina von Rußwurmb), siehe: Stammliste von der Decken dort: 3. Linie (ältere Stellenflether Stammlinie) 9b
        - Claus von Offen († 1670)[12]
        - Lorenz Hermann von Offen auf Schölisch, schwedischer Kapitän, ⚭ Anna Margaretha von Tettenborn[12][13]
          - Anton Heinrich von Offen († 1732) auf Schölisch, schwedischer Oberstleutnant, ⚭ Sabine von der Decken (1674–1721). Der Sohn ihres Bruders, Johann Hinrich von der Decken (1699–1788), erbte Schölisch nachdem er 1732 von der Familie von Offen adoptiert wurde[12][14][15] siehe: Stammliste von der Decken dort: 3. Linie (ältere Stellenflether Stammlinie) 12a
          - Agnes Maria von Offen, ⚭ NN von Lissenheim in Hamburg[16]

      - Katharina von Offen ⚭ Marquard von Niendorp, Erbherr von Schöneworth bei Freiburg an der Elbe[17]

Stamm Entrup
- Johann von Offen ⚭ Adelheid von Milendorf, Tochter des Gerd von Milendorf, Erbin von Gut Papenhausen
  - Johann von Offen († vor 1577), 1553 belehnt mit einem Hof zu Wöbbel, ⚭ Petronella von Wessendorf (1537–1553)
    - Rabe von Offeln († 1629), belehnt mit je einem Hof zu Lüdershof (1587–1618), zu Wöbbel (1588–1614) und zu Lemgo (1593), ⚭ vor 1611 Maria von Campen a.d.H. Oldendorf
      - Bruno Friedrich von Offeln († nach 1662), 1625–1662 auf dem Hof zu Lemgo

    - Bernd von Offen, ⚭ Adelheid von Grüter a.d.H. Spyk
      - Petronella von Offen († nach 1637), Hoffräulein der Gräfin Ursula von Pyrmont († 1583), ⚭ Arnold Schwenke auf Fresenburg, Drost zu Meppen

  - Peter von Offen († nach 1577), 1538 Herr auf Papenhausen, verkauft Papenhausen 1577 an Moritz von Donop, ⚭ vor 1552 Lutichard von Osterhofen
    - Johann von Offen († 1618/1619), bis 1577 Herr auf Papenhausen, 1579 Hofbesitzer in Detmold, 1576–1578 lippischer Hofmeister, 1583 Drost zu Sternberg, 1587 und 1614 mit Entrup belehnt, 1618 Herr auf einem Hof zu Bruntrup, ⚭ Catharina von Hagen († nach 1619)
      - Jobst Bernhard von Offen († 1654), Herr auf Entrup, 1629–1635 Herr zu Schieder, ⚭ Hedwig Werpup a.d.H. Ullenhausen († 1656)
        - Johann von Offen († nach 1668)
          - Hedwig Catharina, Erbin von Landegge, ⚭ Dietrich Eberhard von Lüning

        - Hedwig von Offen, ⚭ Joachim Eustachius von Knobelsdorff († nach 1652)
        - Magdalena Catharina von Offen, ⚭ vor 1652 Friedrich Taube, Hauptmann
        - Anna Katharina von Offen (1624–1702), Oberhofmeisterin bei Prinzessin Elisabeth Charlotte von der Pfalz, ⚭ Christian Friedrich von Harling (1631–1724), kurbraunschweigischer Oberstallmeister[18][19]
        - Otto von Offen
        - Engel Elisabeth von Offen († nach 1670)
        - Jobst Moritz von Offen (1635–1692), kurbraunschweigischer Generalleutnant, Erbherr auf Entrup,[20] ⚭I. Anna Sabina von Schilder a.d.H. Himmighausen (1650–1680);[21] ⚭II. Hedwig Sopie von Kracht (1633–1694) Tochter von Hildebrand von Kracht
          - Sophia Caroline (Eva Antoinette) von Offen (1669–1726),[22] ⚭ Graf Ernst August von Platen-Hallermund (1674–1726), kurbraunschweigischer General-Erb-Postmeister, Oberkammerherr, Wirklicher Geheimer Rat,[23] Oberhauptmann und Drost zu Grohnde u. Ohsen, Erbherr auf Linden[24][25]
          - Eva Antoinette von Offen († nach 1725), ⚭ um 1700 Baron Alexandre de Lorraine de Beauvernois († vor 1725), natürlicher Sohn des Abt Philippe de Lorraine aus dem Geschlecht de Guise[26]
          - (?) Georg Ludwig von Off(l)en († 1733), kaiserlicher Feldmarschalleutnant, Inhaber des Kürassier-Regiments Uffeln

        - Lucia Hedwig von Offen, ⚭ Otto Johann Maydell († 1648), Herr auf Wredenhagen, schwedischer Major im Kavallerieregiment Douglas
        - Anna Maria von Offen, Oberhofmeisterin der Herzogin von Mecklenburg,[18] ⚭I. Otto Johann Maydell († 1648), Herr auf Wredenhagen, schwedischer Major im Kavallerieregiment Douglas; ⚭II. Freiherr von Wördt[27]

      - Anna von Offen, ⚭ Christoph von Friesenhausen († 1637), Herr auf Maspe
      - Anna Lucia von Offen (1587–1666), ⚭ Heinrich von Grote († 1652), Herr auf Riedern-Talle, lippischer Landrat
      - Emgard von Offen, ⚭ Heinrich von Exterde
      - Catharina Usula von Offen, ⚭ Klaus von Post († 1622), Herr von Posteholz und Lügde[28][29]
      - NN von Offen, ⚭ NN von Klencke
      - Elisabeth von Offen († nach 1631), ⚭ Simon von Exterde